# Gabarret
Gabarret là một xã, thuộc tỉnh Landes trong vùng Nouvelle-Aquitaine. Xã này có diện tích 16,9 kilômét vuông, dân số năm 2006 là 1690 người. Xã này nằm ở khu vực có độ cao trung bình 153 mét trên mực nước biển.

## Biến động dân số
| Năm | 1962  | 1968  | 1975  | 1982  | 1990  | 1999  | 2006  |
| --- | ----- | ----- | ----- | ----- | ----- | ----- | ----- |
| Dân số | 1 330 | 1 463 | 1 403 | 1 381 | 1 335 | 1 296 | 1 208 |
| From the year 1962 on: No double counting—residents of multiple communes (e.g. students and military personnel) are counted only once. |       |       |       |       |       |       |       |